# Ford Custom
Ford Custom (Форд Кастом) – повнорозмірний автомобіль, який виготовлявся американською компанією Ford для ринку Сполучених Штатів, Канади і Австралії в певні роки між 1949 і 1981 рр..

## Custom і Custom Deluxe (1949-1955)

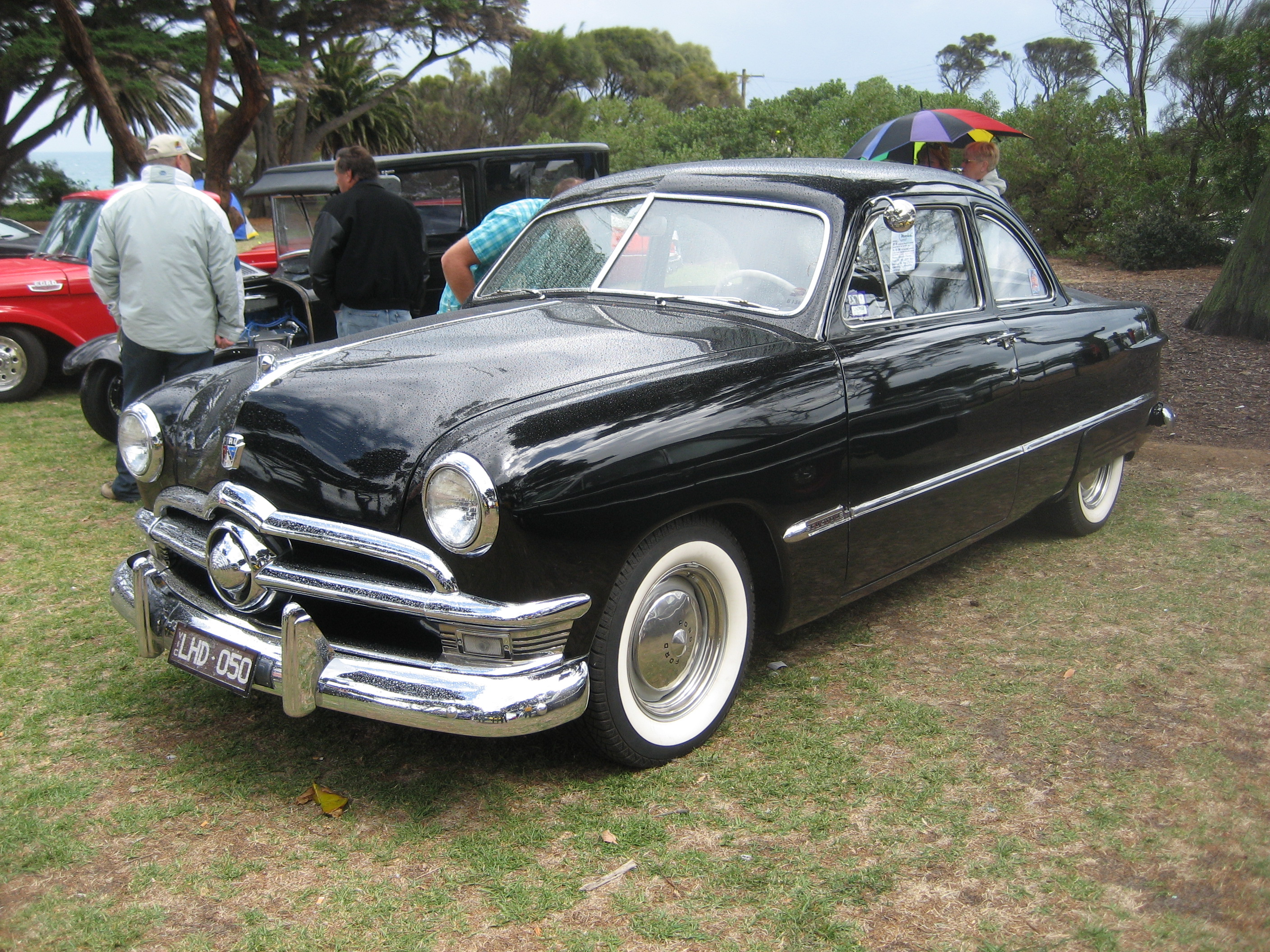
Ford Custom Deluxe Club Coupe 1950 року

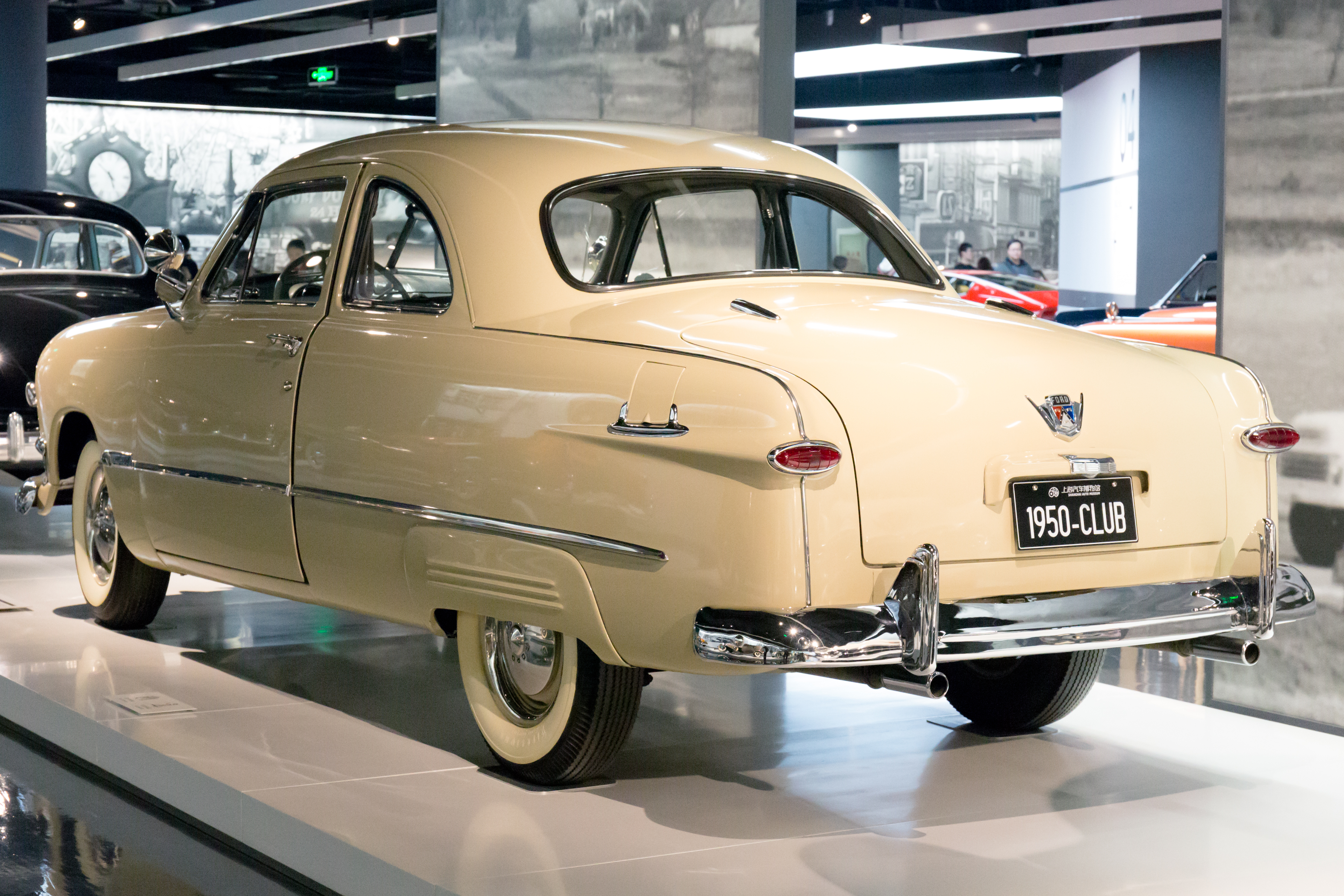
Ford Custom Deluxe 1950 року

В 1949 модельному році назва Custom використовувалась для позначення найвищого рівня оздоблення в лінійці автомобілів Ford. Вона була частиною повністю нового рестайлингу автомобілів Ford після війни. В 1950 році вона мала 114-дюймову колісну базу і 196.8 дюймів загальної довжини. В 1950 році назва була змінена на Custom Deluxe і потім на Customline в 1952 році, коли вона була зміщена в середню позицію між новими моделями Mainline і Crestline.

## Custom і Custom 300 (1957-1959)

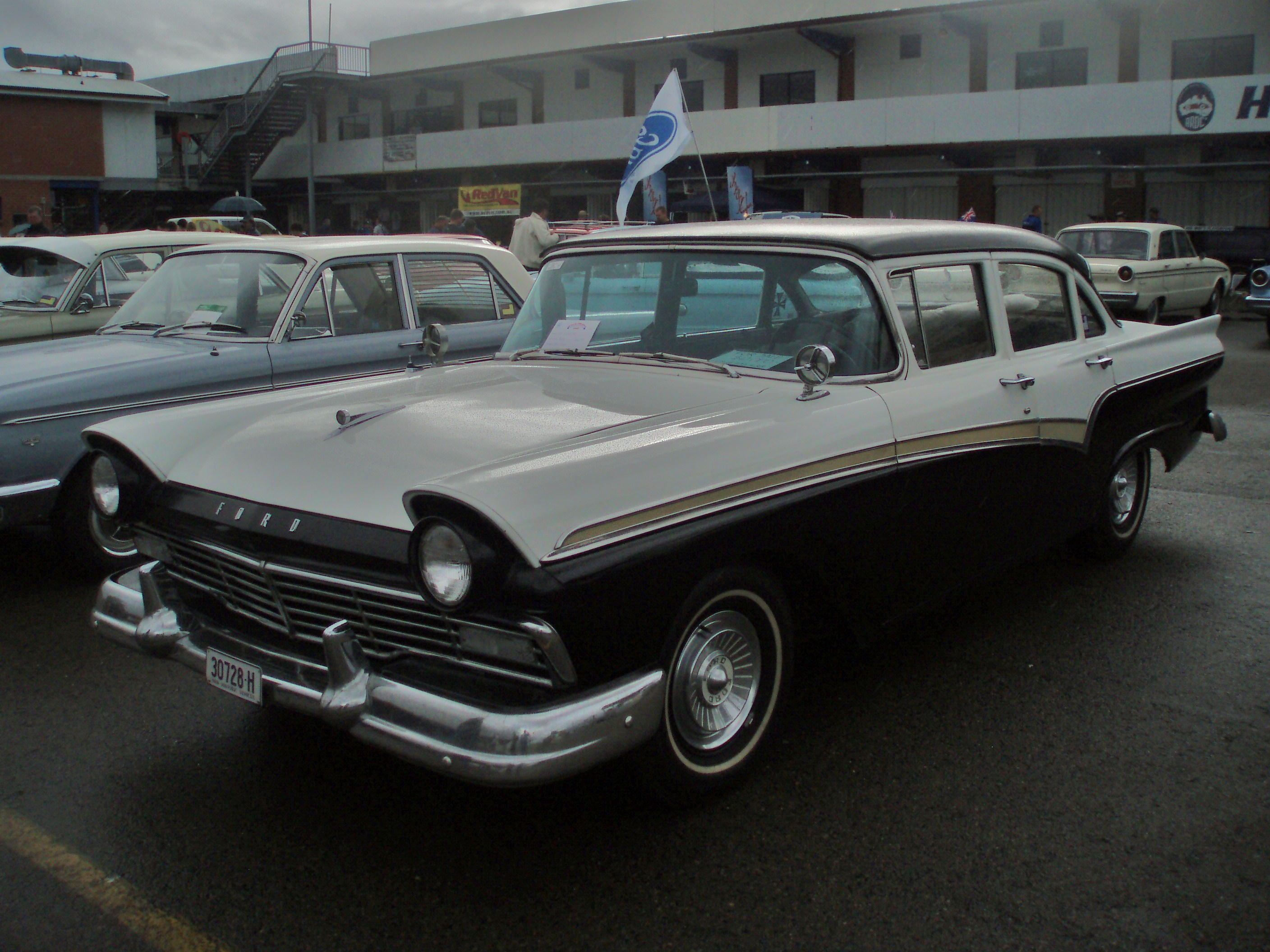
1957 Ford Custom 300 Fordor Sedan

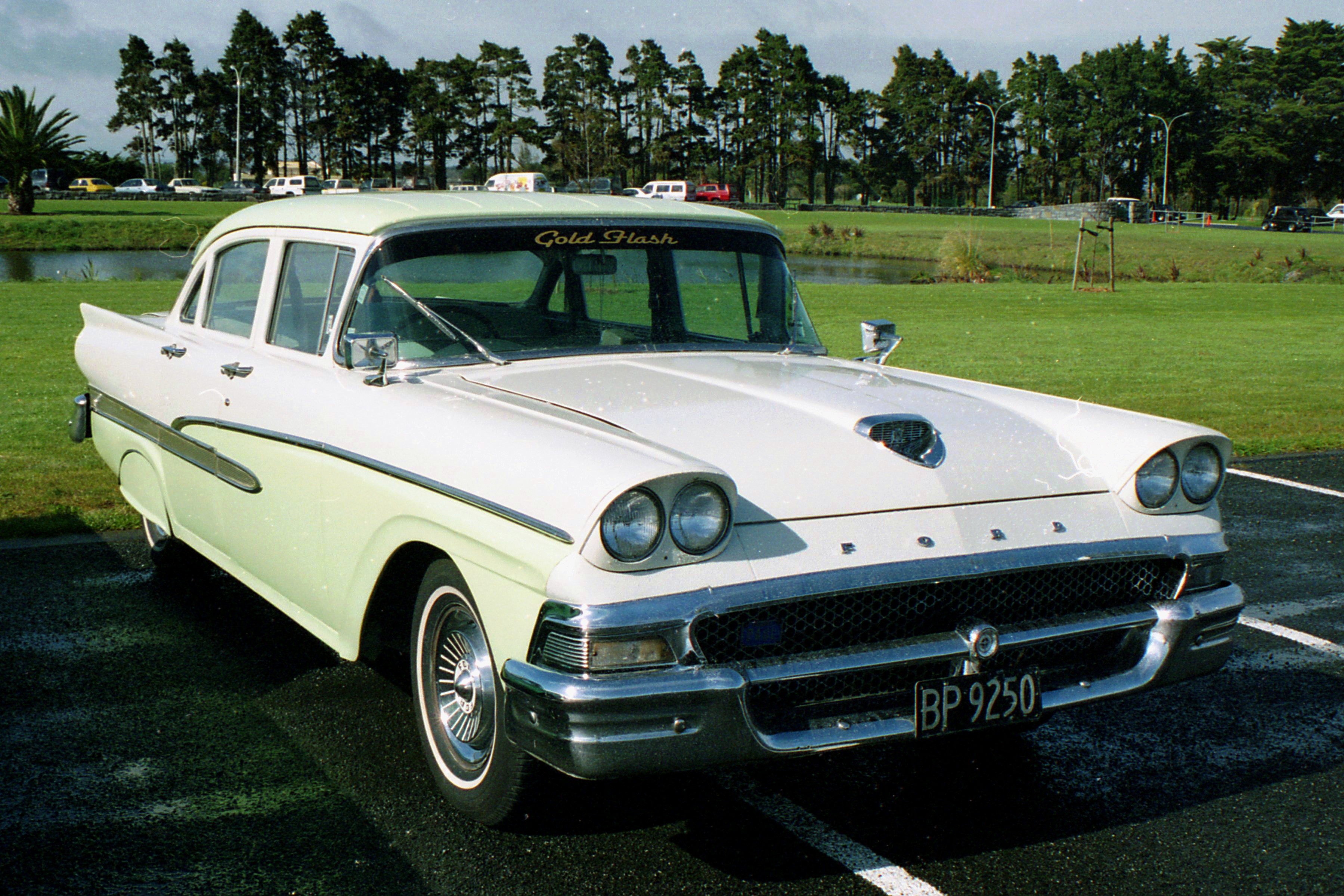
1958 Ford Custom 300 Fordor Sedan

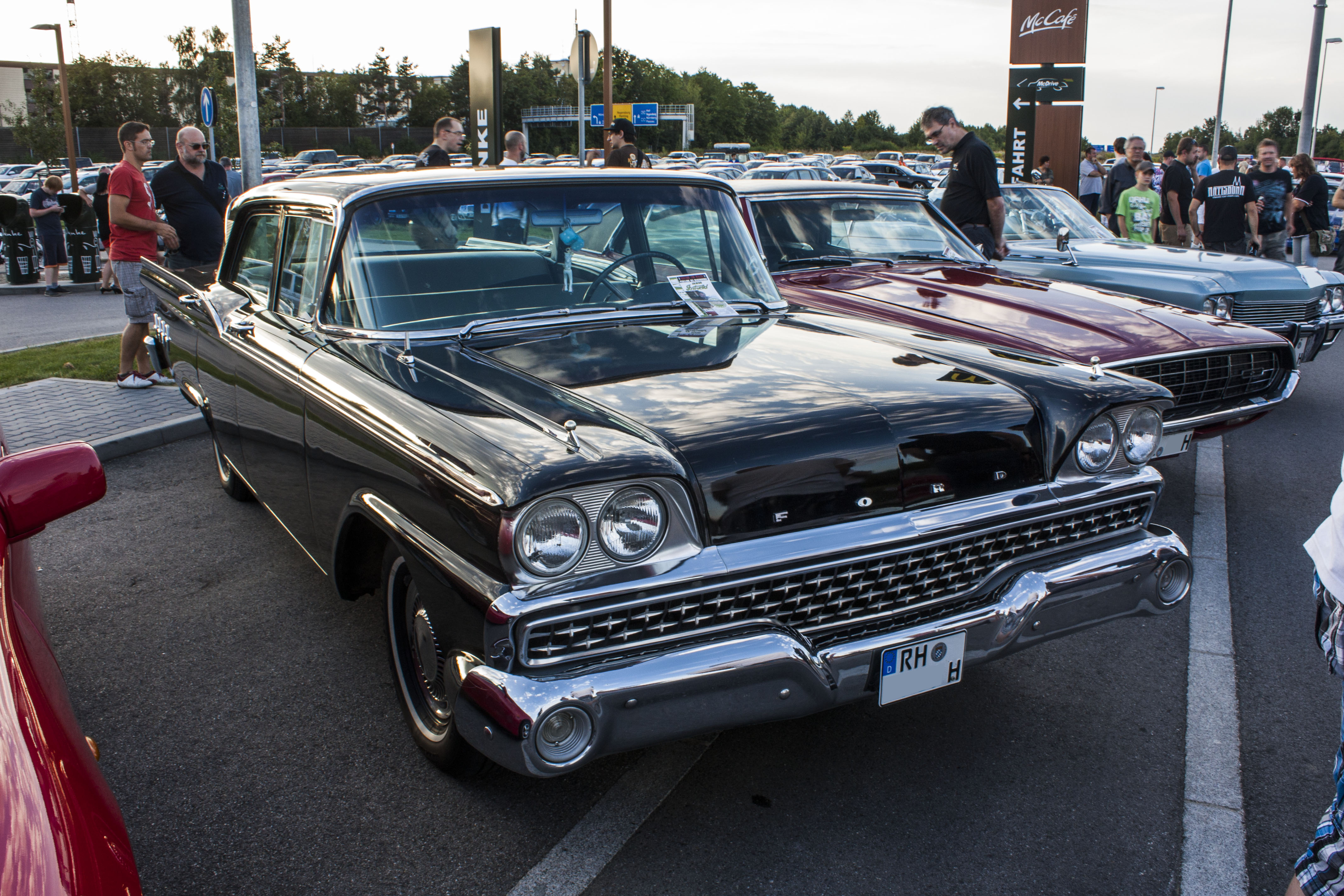
1959 Ford Custom 300 Fordor Sedan

Назва Custom повернулась в 1957 модельному році разом з новою серією Custom 300, і перебували під моделями Fairlane і Fairlane 500. Базова Custom була найдешевшою моделлю і орієнтувався, в основному, на автопарки. Custom 300 була трохи вищою моделлю і орієнтувався на бюджетних клієнтів. Custom і Custom 300 повністю замінили базову Mainline і середню Customline відповідно в 1956 році.
Custom 300 стала базовою моделлю в 1958 році, але була відкинена з лінійки в 1960 році.

## Custom і Custom 500 (1964-1981)

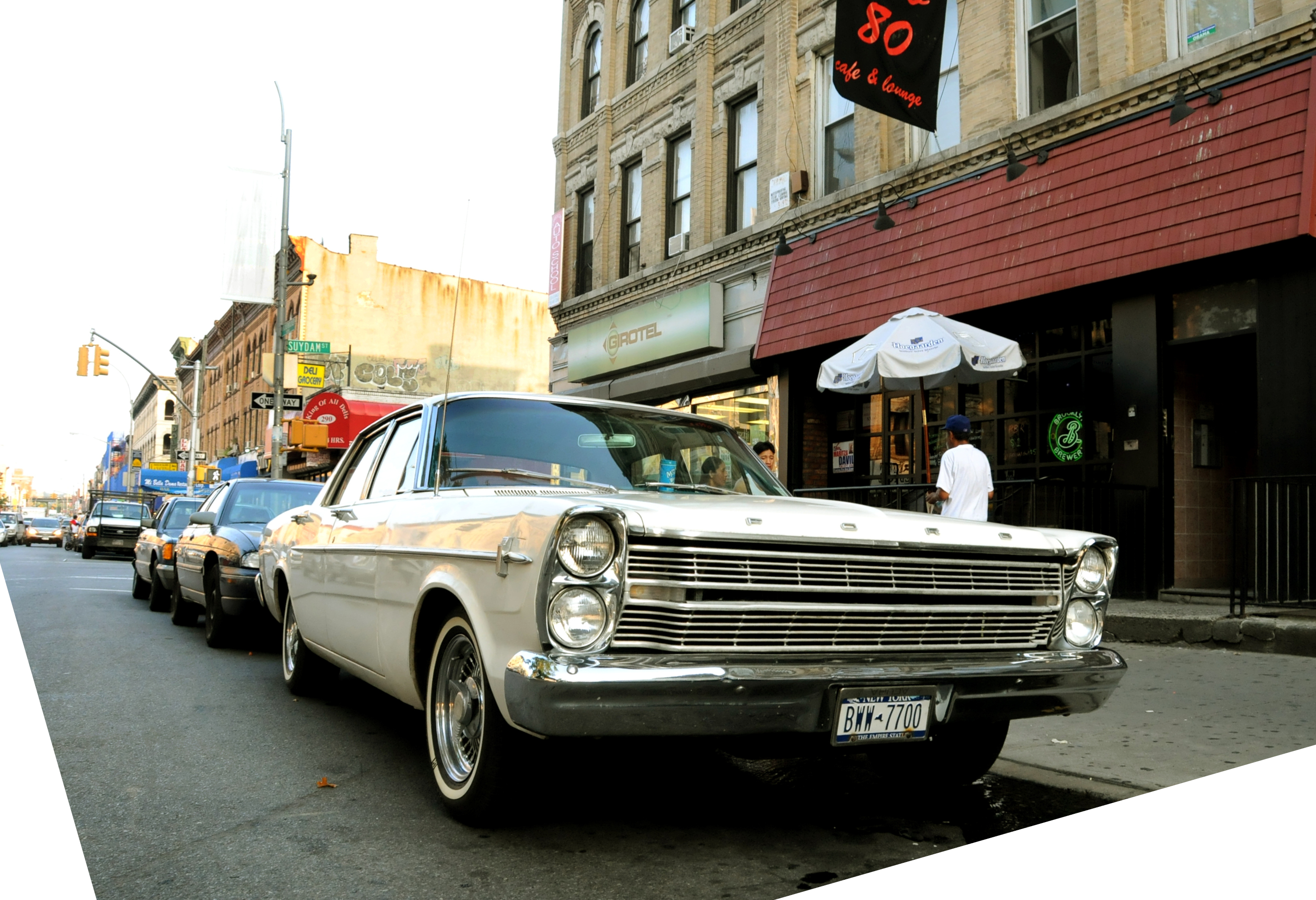
Ford Custom 500 sedan 1965 року

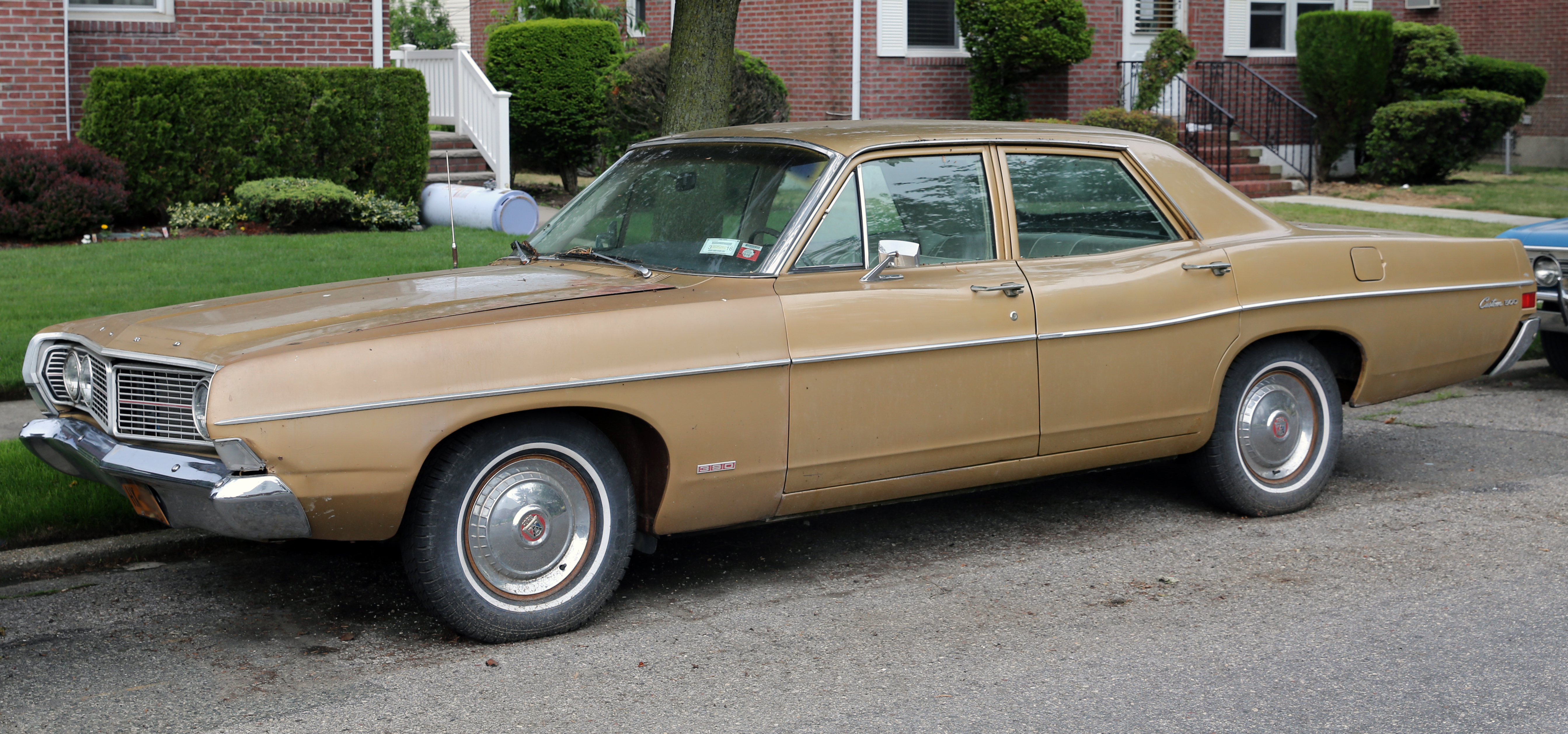
Ford Custom 500 sedan 1968 року

З 1960 по 1963 рр. варіанти назв Custom з цифровими суфіксами були відсутні в лінійці, замінені на або Fairlane, або базові моделі Galaxie. Базові автомобілі Ford 1963 року іменувались Ford 300.
Назва Custom знову з’явилась у 1964 році, і знову в лінійці бюджетних моделей. Як у 1957 і 1958 рр., лінійка Custom складалась з двох серій: базова Custom і дещо покращена Custom 500. Більшість автомобілів Customs були продані в парки поліції і таксі протягом 1960-х – щоправда, хто-небудь, хто хотів базову модель, повно-розмірний автомобіль без всяких додатків, міг її придбати – тоді як Custom 500 орієнтувалась на бюджетних покупців, які хотіли недорогий автомобіль, але з мінімальним набором оснащень. Загалом, моделі Custom 500 можна було відрізнити від їхніх менш дорогих побратимів хромованими накладками на крилах, водостоках, килимками (щоправда, до кінця 1960-х навіть базові Custom мали килимки), покращену оббивку тканини і вінілу та незначні очевидні штучки.
Більшість Custom і Custom 500 оснащувались або базовим рядним 6-циліндровим двигуном, або двигуном V8 з «малим блоком» (289 куб. дюймів в ранні роки, і до 351 від середини до кінця 1970-х), щоправда, ціла лінійка двигунів V8, аж по 425-сильний 427 V8, і трансмісії (від овердрайва і 4-ступеневої ручної до автоматичної SelectShift) були доступні для спецслужб і любителів швидкості й спорту, які хотіли якомога легку машину. Після 1972 року комбінація силового агрегату 6-циліндрового двигуна і 3-ступеневої ручної трансмісії була стандартною в лінійці Custom і Custom 500; в 1972 модельному році всі Custom оснащені V8 мали в стандарті SelectShift. Агрегат з 6-циліндровим двигуном і ручною трансмісією була відкинена в 1973 році; всі повнорозмірні автомобілі Ford з 1973 року і далі, включаючи Custom 500, мали двигун V8 (найменший 351 куб. дюймів) і трансмісію SelectShift у стандарті.
Модель Custom була відкинена після 1972 модельного року, тоді як Custom 500 залишилась. В 1975 році повнорозмірні автомобілі Ford оновили і збільшили в розмірі. Звідси й далі Custom 500 була лише доступною як базова машина і навіть не фігурувала в каталогах. Лінійка Custom 500 була скасована в США після 1978 модельного року, але продовжилась до 1981 року в Канаді. В Сполучених Штатах, Custom 500 була замінена на LTD "S."
Серія супутнього універсалу, яка продавалась в оздобленні Custom і Custom 500, називалась Ranch Wagon. Як моделі седана й купе, ці машини орієнтувались на автопарки.

### 1979–1981 (лише в Канаді)
Custom 500 1979 року для ринку Канади був повністю оновленим з появою платформи Panther, і мав передок базової моделі Ford LTD 1979 року (з окремими прямокутними фарами і внутрішніми поворотними сигналами на решітці радіатора, відмінними від вищого LTD Landau/Crown Victoria). Стандартним агрегатом в 1979 році був 302 куб. дюймовий (5 л) V8 з трансмісією SelectShift, тоді як 351 куб. дюймовий (5.8 л) Windsor V8 був опцією. В 1980 році, щоб відповідати стандартам EPA CAFE (охорона довкілля і економія пального), 255 куб. дюймовий (4.2 л) V8 був стандартним, з двигунами 302 і 351 V8 опційними.

### Виробництво
Приблизно 7,850,000 повнорозмірних Ford і Mercury було продано протягом 1969-78 рр. Це робить його десятою найкраще продаваною автомобільну платформу за історію.